# 韋孟
韋孟（？—？），彭城人，西漢政治人物，楚王師傅。
韋孟曾经担任御史大夫，《汉书·百官公卿表下》称之为围，《史记·漢興以來將相名臣年表》认为此时担任御史大夫的是申屠嘉。韋孟缺任时，汉文帝徵召河东太守季布担任御史大夫，听说其使酒，于是不用。遣归河东郡。韋孟任楚王劉交、劉郢客及劉戊三代師傅。劉戊荒淫無道。
韋孟作詩勸諫：

肅肅我祖，國自豕韋，黼衣朱紱，四牡龍旂。彤弓斯征，撫寧遐荒，總齊群邦，以翼大商，迭披大彭，勳績惟光。至於有周，歷世會同。王赧聽譖，實絕我邦。我邦既絕，厥政斯逸，賞罰之行，非由王室。庶尹群後，靡扶靡衛，五服崩離，宗周以隊。我祖斯微，遷於彭城，在予小子，勤誒厥生，厄此嫚秦，耒耜以耕。悠悠嫚秦，上天不寧，乃眷南顧，授漢於京。

於赫有漢，四方是征，靡適不懷，萬國逌平。乃命厥弟，建侯於楚，俾我小臣，惟傅是輔。兢兢元王，恭儉淨一，惠此黎民，納彼輔弼。饗國漸世，垂烈於後，乃及夷王，克奉厥緒。咨命不永，唯王統祀，左右陪臣，此惟皇士。
如何我王，不思守保，不惟履冰，以繼祖考！邦事是廢，逸游是娛，犬馬繇繇，是放是驅。務彼鳥獸，忽此稼苗，烝民以匱，我王以愉。所弘非德，所親非悛，唯囿是恢，唯諛是信。睮睮諂夫，咢咢黃發，如何我王，曾不是察！既藐下臣，追欲從逸，嫚彼顯祖，輕茲削黜。
嗟嗟我王，漢之睦親，曾不夙夜，以休令聞！穆穆天子，臨爾下土，明明群司，執憲靡顧。正遐由近，殆其怙茲，嗟嗟我王，曷不此思！
非思非鑒，嗣其罔則，彌彌其失，岌岌其國。致冰匪霜，致隊靡嫚，瞻惟我王，昔靡不練。興國救顛，孰違悔過，追思黃發，秦繆以霸。歲月其徂，年其逮耇，於昔君子，庶顯於後。我王如何，曾不斯覺！黃發不近，胡不時監！

後辭去官位，遷家於鄒城。
又作詩一篇：

微微小子，既耇且陋，豈不牽位，穢我王朝。王朝肅清。唯俊之庭，顧瞻余躬，懼穢此征。

我之退征，請於天子，天子我恤，矜我發齒。赫赫天子，明哲且仁，懸車之義，以洎小臣。嗟我小子，豈不懷土？庶我王寤，越遷於魯。
既去檷祖，惟懷惟顧，祁祁我徒，戴負盈路。爰戾於鄒，剪茅作堂，我徒我環，築室於牆。
我即䙴逝，心存我舊，夢我瀆上，立於王朝。其夢如何？夢爭王室。其爭如何？夢王我弼。寤其外邦，歎其喟然，念我祖考，泣涕其漣。微微老夫，咨既遷絕，洋洋仲尼，視我遺烈。濟濟鄒魯，禮義唯恭，誦習弦歌，於異他邦。我雖鄙耇，心其好而，我徒侃爾，樂亦在而。

韋孟卒於鄒城。又有人說此兩詩為韋孟子孫好事者所為。
| 前任： 张苍 | 西汉御史大夫 前176年—前174年 | 繼任： 馮敬 |